# Distichophyllum patagonicum
Distichophyllum patagonicum är en bladmossart som beskrevs av Bescherelle 1889. Distichophyllum patagonicum ingår i släktet Distichophyllum och familjen Hookeriaceae. Inga underarter finns listade i Catalogue of Life.